# Trasdocka
För andra betydelser, se Trasdocka (olika betydelser).
En trasdocka (engelska:Rag Doll) är en enkel typ av docka gjord av tyg med valfri stoppning. Anletsdrag är ofta sydda eller broderade, men kan även vara målade. Namnet kommer sig av att den kunde tillverkas av enbart trasor, till skillnad från en ordinarie docka som ursprungligen hade huvud, armar och ben av porslin.
Trasdockan är en av de äldsta leksaker man känner till. På British Museum i London finns en 19 centimeter hög romersk trasdocka, tillverkad i Egypten av linne stoppat med trasor och papyrus, som hittats i en barngrav daterad till någon gång mellan år 100 och 500 före Kristus.

### Fotnoter
1. ↑  ”Rag doll” (på engelska). British Museum. http://www.britishmuseum.org/explore/highlights/highlight_objects/gr/r/rag_doll.aspx. Läst 27 oktober 2014.